# Alexander Berghaus

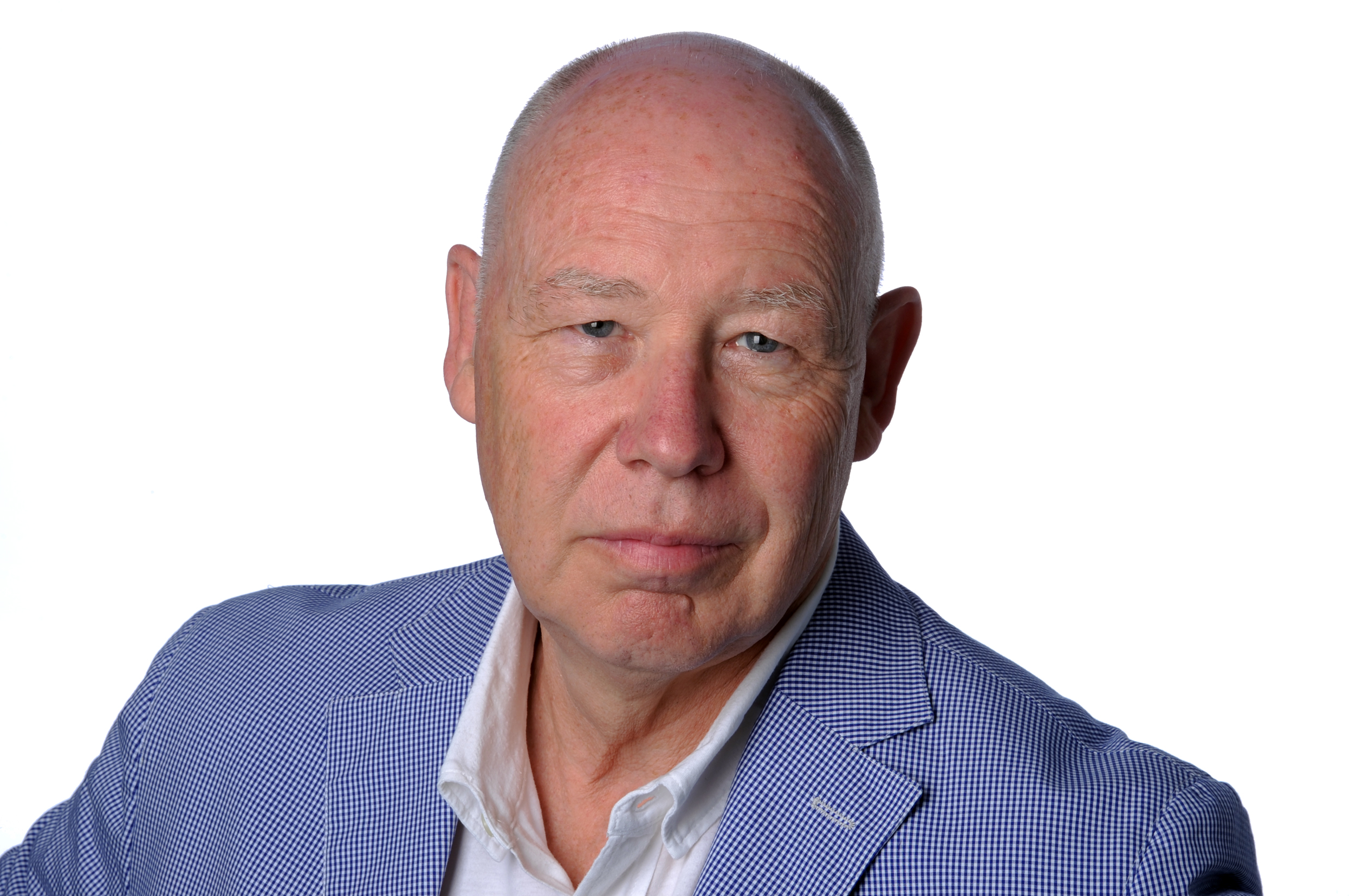
Alexander Berghaus (2015)

Alexander Berghaus (* 9. Januar 1952 in Leverkusen) ist ein deutscher Otorhinolaryngologe und war Inhaber des Lehrstuhls für Hals-Nasen-Ohrenheilkunde an der Ludwig-Maximilians-Universität München (LMU). Sein Spezialgebiet ist die ästhetische und rekonstruktive Kopf-Hals-Chirurgie.

## Leben
Berghaus studierte 1970–1976 Humanmedizin an der Universität des Saarlandes in Homburg, der Rheinischen Friedrich-Wilhelms-Universität in Bonn und an der Freien Universität Berlin. 1978 nach der Medizinalassistentenzeit erfolgte die Approbation als Arzt. Anschließend arbeitete er als wissenschaftlicher Assistent an der Hals-Nasen-Ohren-Klinik des Klinikums Steglitz (Benjamin Franklin) der FU Berlin. 1981 wurde er an der FU Berlin zum Dr. med. promoviert mit einer Arbeit über die Entwicklung der Methoden zur physiologischen Wertbestimmung von Digitalispräparaten. 1981–83 erfolgen Auslandsaufenthalte zur rekonstruktiven Kopf-Hals-Chirurgie in Lausanne, Chicago und New York. 1983 erhielt Berghaus die Anerkennung als Facharzt für Hals-Nasen-Ohren-Heilkunde. 1986 wurde er leitender Oberarzt an der HNO-Klinik des Klinikums Steglitz, FU Berlin. 1986 wurde er an der FU Berlin habilitiert und 1990 dort Professor (Klinikum Steglitz). Von 1993 bis 2003 war Berghaus Direktor der Klinik für Hals-Nasen-Ohrenkrankheiten, Gesichts- und Halschirurgie und Inhaber des Lehrstuhls für Hals-Nasen-Ohrenheilkunde, Martin-Luther-Universität Halle-Wittenberg. 1994 war er dort Studiendekan der Medizinischen Fakultät und 1996–98 Prodekan. Von 2003 bis zum Eintritt in den Ruhestand 2017 war er Direktor der Klinik für Hals-Nasen-Ohrenheilkunde am Klinikum der Universität München und Inhaber des Lehrstuhls für Hals-Nasen-Ohrenheilkunde an der LMU München.

## Wissenschaftliche Schwerpunkte
In seiner Habilitationsarbeit (1986) hat sich Berghaus mit der Entwicklung eines prothetischen Trachealersatzes sowie von Ohrmuschelgerüsten aus porösem Polyethylen (PE) für die rekonstruktive Chirurgie beschäftigt. Solche PE-Gerüste haben sich im Laufe der Folgejahre als Alternative zum bereits etablierten autogenen Rippenknorpel für die Ohrrekonstruktion bei Mikrotie und anderen Ohrdeformitäten entwickelt und finden international Anwendung. Seine Kenntnisse auf dem Gebiet der Implantate für die Kopf-Hals-Chirurgie hat Berghaus 1992 in einem Hauptreferat für die Deutsche Gesellschaft für Hals-Nasen-Ohren-Heilkunde zusammenfassend dargestellt. Ferner entwickelte Berghaus als Alternative zu den etablierten starren Goldimplantaten erstmals flexible Platin-Ketten-Implantate (Deutsches Patent zusammen mit Thomas Schrom) für die Rehabilitation der Oberlidfunktion bei Fazialisparese (sogenanntes „Lid-loading“). Auch im Rahmen der Rhinochirurgie hat Berghaus die Verwendung von Implantatmaterialien untersucht. Im Zusammenhang mit seinem besonderen Interesse für die Rhinoplastik hat er kontinuierlich an der Neu- und Weiterentwicklung operativer Techniken und der instrumentellen Ausstattung gearbeitet (Instrumente für die Rhinoplastik; deutsche und internationale Patente).
Seit 1982 hat sich Berghaus verstärkt für die Ablösung der klassischen Tracheotomie durch das epithelisierte "Vogelnest"-Tracheostoma (Tracheostomie) eingesetzt und dessen Vorteile im Film und in Veröffentlichungen deutlich gemacht. Für die Fragestellung der chirurgischen Stimmanhebung bei Mann-zu-Frau-Transsexuellen hat Berghaus 1993 mit der modifizierten Cricothyroidopexie (Erhöhung der Spannung der Stimmbänder) eine erfolgreiche und risikoarme Operationstechnik in Deutschland propagiert, die seither zunehmend Anwendung findet.
Als in vielfacher Hinsicht vorteilhaften Zugang zur frontalen und zentralen Schädelbasis hat Berghaus 1987 das sog. ‚Midfacial degloving‘ in Deutschland eingeführt, wie es in USA bereits praktiziert wurde. Auf dem Gebiet der Onkologie / Onkochirurgie hat Berghaus 1993 gemeinsam mit Wolfgang Draf im Hauptreferat „Tumoren und Chirurgie der frontalen Schädelbasis“ für die Deutsche HNO-Gesellschaft die Übersichtsdarstellung der hier vorkommenden Tumoren übernommen. Neben der Rhinoplastik ist ein weiterer Schwerpunkt seines Interesses die Ohrmuschelkorrektur, hier vor allem auch die als schwierig geltende Nachkorrektur bei unbefriedigendem Resultat einer Erstoperation. 1996 veröffentlichte Berghaus mit den Koautoren Gerhard Rettinger und Gerhard Böhme ein Lehrbuch der Hals-Nasen-Ohren-Heilkunde, das sich durch breite Darstellung der Thematik und neuartige didaktische Gestaltung hervorhob.

## Projektkoordination, Mitgliedschaft in Verbundprojekten (Auswahl)
- 2001–2003 „Einsatz von nichtresorbierbaren Trägern für das Tissue Engineering von Chondrozyten im Rahmen der Entwicklung eines Hybrid-Systems“ (Kultusministerium Land Sachsen-Anhalt)
- 2000–2002 „Untersuchung an Zellkulturen zum Einsatz von Natriumperoxodisulfat in der Strahlentherapie“ (Kultusministerium Sachsen-Anhalt)
- 2000–2001 „Elektronenmikroskopische und immunelektronenmikroskopische Studie zur Innervation der Drüsen der Nasenschleimhaut des Menschen“ (DFG)
- 1999–2001„Verbesserung des Einsatzverhaltens von funktionellen Prothesen im pharyngo- trachealen Bereich durch chemische und mechanischen Werkstoffoptimierung“ (Kultusministerium Land Sachsen-Anhalt)
- 1999–2001  „Entwicklung von Funktionswerkstoffen für das Lasersintern in der Medizintechnik“ (Kultusministerium Land Sachsen-Anhalt)
- 1999 Patent: Platinkettenimplantat für das Oberlid bei Fazialisparese. Deutsches Patentamt Nr. DE00001974 1342C 1
- 1998 „Entwicklung von Platinkettenimplantaten für das Oberlid bei Fazialisparese“, Industrieprojekt[17]

## Auszeichnungen und Ehrungen
- 2014 Verdienstmedaille der Deutschen Gesellschaft für Hals-Nasen-Ohrenheilkunde, Kopf- und Halschirurgie
- 2010 Honor Award, American Academy of Oto-Rhino-Laryngology, Head-and-Neck-Surgery (AAO-HNS)
- 1986 Hans-von-Seemen-Preis der Deutschen Gesellschaft für Plastische und Wiederherstellungschirurgie
- 1984 Silver Medal, Wissenschaftliche Filmpräsentation, HNO-Weltkongress in Miami, Fl, USA[17]

## Mitgliedschaften und Funktionen in nationalen und internationalen Wissenschaftsgesellschaften
- 2010 Vorsitzender des Vereins der Freunde, Förderer und Alumni am Klinikum und der Medizinischen Fakultät der Universität München
- 2010 Ehrenmitglied, Österreichische Gesellschaft für HNO-Heilkunde
- 2009 Ehrenmitglied, Griechische Gesellschaft für HNO-Heilkunde
- 2008 Korrespondierendes Mitglied, Österreichische Gesellschaft für HNO-Heilkunde
- 2006–2007 Präsident der Deutschen Gesellschaft für Hals-Nasen-Ohren-Heilkunde, Kopf- und Hals-Chirurgie
- 2003 Vorsitzender der Münchner Oto-Rhino-Laryngologischen Gesellschaft
- 2001 Deutsche Akademie der Naturforscher Leopoldina[18]
- 2000–2008 Präsidiumsmitglied der Deutschen Gesellschaft für Hals-Nasen-Ohrenheilkunde, Kopf- und Halschirurgie
- 2000 Collegium Oto-Rhino-Laryngologicum Amicitiae Sacrum (CORLAS)
- 1999–2008 Fachgutachter / Fachkollegiat „Neurowissenschaften“ bei der Deutschen Forschungsgemeinschaft (DFG)
- 1995  Präsident der Deutschen Gesellschaft für Plastische und Wiederherstellungschirurgie
- 1985 American Academy of Otolaryngology – Head and Neck Surgery (AAO-HNS)
- 1984 American Academy of Facial Plastic and Reconstructive Surgery (AAFPRS)
- 1983 European Academy of Facial Plastic Surgery (EAFPS; „The Joseph Society“)
- 1982 Deutsche Gesellschaft für Plastische und Wiederherstellungschirurgie
- 1980 Deutsche Gesellschaft für Hals-Nasen-Ohrenheilkunde, Kopf- und Halschirurgie[17]

## Schriften (Auswahl)
- Die Entwicklung der Methoden zur physiologischen Wertbestimmung von Digitalispräparaten (= Abhandlungen zur Geschichte der Medizin und der Naturwissenschaften). Dissertation an der Freien Universität Berlin 1981 und Matthiesen Verlag, Husum 1982, ISBN 3-7868-4042-3.
- mit Gerhard Rettinger und Gerhard Böhme: Hals-Nasen-Ohren-Heilkunde (= Duale Reihe). Hippokrates, Stuttgart 1996, ISBN 3-7773-0944-3.
- mit Kerstin Neumann und Cornelia Welzel: Operative Stimmerhöhung bei Mann-zu-Frau-Transsexuellen. Eine Übersicht der Ergebnisse mit eigener Technik. In: HNO. Bd. 51 (2003), H. 1, S. 30–37, doi:10.1007/s00106-002-0654-4 (PDF).